# Outlast 2
Outlast 2 (cách điệu là OUTLASTII) là một trò chơi điện tử thuộc thể loại kinh dị sinh tồn góc nhìn thứ nhất được phát triển bởi studio Red Barrels. Đây là phần tiếp theo của tựa game Outlast, theo chân một nhà báo tên là Blake Langermann cùng với người vợ của mình, Lynn, lang thang trên sa mạc Arizona để khám phá vụ án mạng về một người phụ nữ mang thai không rõ danh tính (thường được gọi là Jane Doe). Blake và Lynn bị lạc sau một vụ tai nạn trực thăng, và Blake đã tìm thấy vợ mình trong khi đi qua một ngôi làng hẻo lánh, cũng nơi sinh sống của một giáo phái cuồng tín, tin rằng sự kết thúc của thế giới đang đe dọa họ.
Ngay sau thành công của tựa game Outlast ra mắt hồi năm 2013, studio Red Barrels đã công bố phiên bản tiếp theo của tựa game. Một bản demo của Outlast 2 đã được trình làng tại hai sự kiện PAX East và E3 2016 lần lượt vào ngày 22 tháng 4 và 15 tháng 6 năm 2016, với thông báo phát hành ban đầu dự kiến vào mùa thu năm 2016. Do sự chậm trễ trong quá trình phát triển, trò chơi đã được phát hành vào ngày 25 tháng 4 năm 2017 cho các hệ máy Microsoft Windows, PlayStation 4 và Xbox One. Phiên bản dành cho hệ máy Nintendo Switch được phát hành vào 27 tháng 3 năm 2018 trên Nintendo eShop.
Outlast 2 nhận được nhiều đánh giá tích cực khi phát hành, với lời khen ngợi dành cho đồ họa, hiệu ứng âm thanh và bầu không khí trong game. Đồng thời, game cũng nhận nhiều chỉ trích về cốt truyện, thiết kế bối cảnh nhạy cảm, yếu tố bạo lực và độ khó của game.
Phiên bản thứ ba của dòng game, có tựa đề The Outlast Trials, dự kiến ra mắt vào 2022.

## Lối chơi
Outlast 2 là một tựa game thuộc thể loại kinh dị sinh tồn với góc nhìn thứ nhất, giống như những phiên bản tiền nhiệm là Outlast và Outlast: Whistleblower. Tựa game lấy bối cảnh tại khu vực Bắc Arizona. Tiếp tục với thể loại found footage như các phần game trước, lần này, người chơi điều khiển một phóng viên có tên Blake Langermann, người đang điều tra một khu vực nông thôn đổ nát ở Supai, gần rìa phía tây của cao nguyên Colorado.
Langermann không thể chiến đấu ngoại trừ các phân cảnh trong kịch bản, và buộc phải chạy hoặc trốn. Nhân vật này bị cận, có đeo kính, và tầm nhìn của người chơi sẽ bị hạn chế nếu kính bị rơi ra. Người chơi có thể cúi, chạy, nhảy, đi bộ, trượt và leo trèo như các phiên bản đầu tiên. Người chơi cũng có thể trốn trong tủ, thùng, giường, hồ nước, cây cỏ, và bên trong những ngôi nhà. Nhân vật chính có một thước đo sức chịu đựng vô cùng hạn chế, và người chơi buộc phải chú ý thời gian chạy nhảy, vì thể lực của nhân vật chính có thể sẽ trở nên cạn kiệt và khiến người chơi di chuyển chậm hơn.
Langermann chỉ sở hữu một cái máy quay phim hỗ trợ chế độ nhìn đêm, và lượng pin của máy quay sẽ cạn khi sử dụng chế độ này. So với tựa game đầu tiên, Langermann - với tư cách là người quay phim - đã mang theo một chiếc máy ảnh tân tiến, hiện đại hơn; có thể quay rõ nét hơn; có thể thu nhỏ, phóng to và đi kèm đó là một micrô có thể được sử dụng để phát hiện âm thanh và các tiếng ồn khác, bao gồm cả tiếng bước chân. Người chơi được trang bị hệ thống hiển thị số lượng cảnh quay được ghi trên máy quay, và các vật phẩm mà nhân vật chính đang mang theo. Các viên pin dành cho máy quay (battery) và băng gạc (bandage) dùng để hồi máu được đặt rải rác trong game.

## Cốt truyện
Blake Langermann, một phóng viên điều tra và người quay phim đang làm việc cùng với vợ mình, Lynn, gặp phải tai nạn tại vùng đất trong khu vực Supai của Coconino County, thuộc Arizona, sau khi đang trên đường tìm hiểu về vụ giết người bí ẩn của một người phụ nữ có thai không rõ danh tính (Jane Doe). Khi tỉnh dậy sau vụ tai nạn, Blake thấy phi công trực thăng đã bị lột da và đóng đinh, còn vợ anh, Lynn, thì bị mất tích. Blake đến được một thị trấn gần đó, Temple Gate, nơi anh biết được rằng những người trong thị trấn đã hiến tế tất cả những đứa trẻ dưới danh nghĩa của Chúa.
Blake cuối cùng tìm thấy Lynn trong một nhà thờ nhỏ, bị bắt bởi một giáo phái cuồng tín, dẫn đầu là "cha" Sullivan Knoth. Knoth tuyên bố rằng Temple Gate đang nằm trên bờ vực của Địa Ngục, và Lynn đã có thai với kẻ Chống Chúa Trời. Họ cùng thoát khỏi nhà thờ, nhưng Lynn lúc này không còn đủ sức và bị đau bụng. Cặp đôi bị tách ra khi Lynn bị bắt cóc bởi nhóm Heretics, một giáo phái đối lập, những người muốn thúc đẩy sự kết thúc của thế giới, dưới sự lãnh đạo Val - một thực thể lưỡng tính.
Blake được cứu sống bởi một người đàn ông tên Ethan. Nhân vật này là người đã rời bỏ giáo phái của Knoth. Ông kể với Blake rằng Knoth đã hãm hiếp những người phụ nữ ở thị trấn Temple Gate. Những người phụ nữ này, một khi họ đang mang thai, thì hắn ra lệnh hành hình họ vì nghi ngờ rằng họ đang mang thai những kẻ "Chống Chúa Trời". Lo sợ rằng việc này sẽ xảy ra với con gái mình là Anna Lee, Ethan thuyết phục cô phải chạy trốn. Thật bất ngờ, cô chính là nhân vật Jane Doe mà Blake và Lynn đang trên đường điều tra.
Trong khi Blake đang nằm nghỉ dưới tầng hầm trong nhà Ethan, thì Marta, một người phụ nữ với vẻ ngoài đáng sợ, tay cầm một chiếc cuốc và là một trong những "đao phủ" của Knoth, bất ngờ xông vào nhà và giết chết Ethan sau khi cáo buộc ông về tội dị giáo, đồng thời đang chưa chấp một "kẻ ngoại đạo" (outsider) chính là Blake. Blake chạy trốn đến một nhà thờ khác, nơi mà anh biết được rằng một kẻ dị giáo đang bị thẩm vấn bởi Knoth, chính là Lynn, lúc này đang bị giam giữ trong các hầm mỏ dưới lòng đất của Temple Gate.
Trong suốt cuộc hành trình của mình, Blake dần dần bị ảo giác và rối loạn nặng. Những hình ảnh thời thơ ấu của Blake lần lượt xuất hiện trong đầu anh, trong khi bị truy đuổi bởi một con quái vật có hình thù kì lạ và đáng sợ. Các ảo giác của Blake dần dần lộ ra những sự kiện xung quanh cái chết của người bạn thời thơ ấu của Blake và Lynn, Jessica Grey, tại một trường tiểu học Công Giáo.
Blake và Jessica, trong khi hai người ở lại trường muộn, đã bị bắt gặp bởi một trong số các giáo viên của họ, Cha Loutermilch (người được ngụ ý là đã có hành vi quấy rối Jessica). Loutermilch ra lệnh cho Blake về nhà, nhưng khi Blake chuẩn bị rời khỏi trường, cậu ta nghe thấy tiếng la thất thanh của Jessica và nhìn thấy cô bị đang bị đuổi. Blake phát hiện ra Jessica đã ngã xuống cầu thang và bị gãy cổ, trong khi Loutermilch đứng ở trên cầu thang. Chính Loutermilch đã ngụy tạo cái chết của Jessica như một vụ tự tử bằng cách treo cổ, và con quái vật đã đuổi theo Blake khắp trường học là một phiên bản hiện thân ác quỷ của Loutermilch.
Sống sót qua các cuộc đụng độ với Marta và những nhân vật khác, Blake thoát khỏi thị trấn và tìm thấy một tài liệu cho thấy công ty Murkoff là nguyên nhân khiến tất cả cư dân tại đây trở nên điên loạn, xuất phát từ một trạm kiểm soát tâm trí thực nghiệm ẩn sâu trong núi. Đi đến các hầm mỏ, Blake bước vào ngôi đền ngầm của Val và tìm thấy Lynn, phát hiện cô đang có thai và sắp sửa sinh. Giáo phái của Knoth cuối cùng cũng đến được và giết chết các Heretics, cho phép cặp đôi chạy trốn.
Khi bình minh đến, một cơn bão sét bắt đầu tàn phá thị trấn. Lúc này, Marta xuất hiện, tấn công Blake và Lynn, nhưng một cây thánh giá từ nhà thờ bị bay ra ra bởi sét và gió bất ngờ rơi xuống và đâm xuyên người bà ta. Blake dắt Lynn tới nhà thờ gần đó. Lynn hạ sinh một em bé, nhưng qua đời ngay sau đó. Blake ôm lấy đứa trẻ và bị bao quanh bởi ảo giác bởi lời cuối cùng của Lynn. Trong lúc vừa hạ sinh, Lynn đã nói những lời cuối cùng khi Blake đang ôm đứa bé, rằng: "There's nothing there..." (tạm dịch: "Chẳng có gì ở đó cả..."), ngầm ám chỉ rằng đứa bé vừa sinh ra của Blake và Lynn không hề có thật; tất cả chỉ là ảo giác của cặp đôi do bị ảnh hưởng bởi sóng tẩy não từ các trạm phát của công ty Murkoff.
Knoth xuất hiện trước mặt Blake khi anh tỉnh dậy. Hắn nói rằng đã giết chết tất cả những tín đồ của Giáo phái, và cầu xin Blake hãy giết con của anh trước khi hắn cắt cổ họng mình để tự sát.
Khi Blake bước ra bên ngoài, anh thấy các tín đồ của Knoth đã tự sát bằng thuốc độc nằm la liệt khắp thị trấn, nhằm chuẩn bị cho ngày tận thế, trong khi bản nhạc nền Ave verum corpus của Mozart vang lên. Mặt trời bắt đầu mọc và Blake bị nhấn chìm trong ánh sáng.
Khung cảnh cuối cùng của tựa game là cảnh Blake chơi trò trốn tìm cùng Jessica tại khu vực trường học; khi anh bắt được cô, cô đã hứa rằng cô sẽ không bao giờ để anh đi, và hai người họ bắt đầu cầu nguyện.

## Phát triển
Sau khi đạt được thành công trong việc ra mắt và phát triển Outlast, Red Barrels xác nhận sự phát triển của Outlast 2 vào ngày 23 năm 2014. Studio cũng thông báo rằng hệ thống nhân vật và nhiều yếu tố sẽ khác so với phần đầu tiên, bởi người chơi sẽ không quay trở lại khu vực Mount Massive trong phần này. Trong một cuộc phỏng vấn với Bloody Disgusting, đồng sáng lập Philippe Morin đã nói rằng, "Chúng tôi vẫn sẽ tiếp cận tựa game theo cùng một cách." 
Vào ngày 28 tháng 10, trên cả hai trang Facebook và Twitter của Red Barrels, một bài đăng với tài liệu "Classified", cùng từ "Tomorrow" xuất hiện khắp bức ảnh. Sau đó, trailer cho trò chơi đã được phát hành trên YouTube.

Vào ngày 26 tháng năm 2016, khi được hỏi về khả năng phát hành hàng loạt và đặt hàng trước, Red Barrels trả lời rằng có thể nhưng không chưa thật sự chắc chắn. Ngày 5 tháng 2, trang Indie Games Level Up! đã có một bài phỏng vấn với Morin về tựa game, trong đó, ông nói rằng tựa game này lấy cảm hứng từ vụ thảm sát Jonestown vào năm 1978. Vào ngày 4 tháng 4, một đoạn video tên là "Jude 1:14 và 15" đã được đăng tải bởi Red Barrels. Không giống như các đoạn teaser khác, video xuất hiện hình ảnh cây thập giá của St. Peter trên phông nền những đám mây, với một đoạn âm thanh được phát ngược:
Các con, các con yêu của đức Chúa trời và tự nguyện làm người bảo vệ thiên đường của Ngài—Tất cả những năm tháng cực khổ và chịu đựng khổ đau đã dẫn chúng ta tới hòa bình hôm nay... Hòa bình! Ngay cả trong cái lưỡi thối nát và bẩn thỉu của người La Mã, ở thành phố Puritan... Vào tháng thứ tư và ngày thứ hai mươi hai của năm thứ mười sáu của thiên niên kỷ thứ ba, ngày phán xét của chúng ta bắt đầu. Con cừu mắt nhện đang chờ cú đúp của harlot, khao khát thế giới này! Hãy chuẩn bị sẵm dao, cho một trái đất khát máu, và chúng ta, giống như các thiên thần, không có sự nhân từ. Chúa yêu các con.
Ngày 23 tháng 4, một bản demo của tựa game đã được giới thiệu và phát hành tại các sự kiện PAX East 2016 và E3 2016 vào ngày 15 tháng 6. Vào ngày 26 tháng 8, Samuel Thomas, nhà soạn nhạc cho Outlast, chính thức công bố sự trở lại của ông dưới vai trò là nhà soạn nhạc chính của trò chơi, cũng như có khả năng sẽ có một đoạn trailer giới thiệu khác.

## Tiếp nhận
Outlast 2 nhận được đánh giá trung bình "tích cực" từ các nhà phê bình, nhưng nhận được đánh giá "trung bình" cho phiên bản trên hệ PlayStation 4.
Biên tập viên Nic Rowen của trang Destructoid đã chấm trò chơi 8/10 với sự nhất trí rằng "Sẽ không đem lại cho mọi người sự ngạc nhiên, nhưng tựa game vô cùng đáng tiền và đáng thời gian."
James Kozanitis từ Game Revolution đã chấm game 4,5/5 sao khi nói rằng "Một trò chơi kinh dị hay sẽ khiến bạn tuy sợ hãi khi có ý định chơi nó, vẫn khiến bạn dán mắt vào màn hình. Outlast 2 chính là một tựa game như vậy. Trong khi những người hâm mộ lâu năm có thể thất vọng về cách giải quyết của cốt truyện, nhưng tôi thấy nó đã đạt đến độ tuyệt vời giữa thực và ảo, một cách đầy bực bội. Những phân đoạn trong Outlast 2 mãi mãi in sâu trong ký ức của tôi, giống như một trải nghiệm đầy đau thương, những như một trải nghiệm tuyệt vời. Các yếu tố chủ đề hiện diện xuyên suốt, khiến bạn như bị tổn hại với tư cách là một con người có đạo đức. Chúa sẽ không thích Outlast 2 – không giống như tôi."
Louise Blain từ trang GamesRadar+ chấm game 2.5 trên 5 sao, cho rằng, "Kinh hoàng theo một cách hoàn toàn sai lầm, Outlast 2 là một hành trình viễn tưởng giữa bóng đêm trong sự thất vọng. Một câu chuyện hấp dẫn nhưng không thể cứu vãn nỗi tất cả."
Lucy O'Brien chấm game 8.3/10 điểm trên trang báo IGN, nói rằng, "Outlast 2 là sự kế thừa đáng sợ của bản gốc ra mắt năm 2013, luôn giữ cho những nỗi sợ hãi ập đến với tốc độ không ngừng."
"Cơ chế ẩn nấp và truy đuổi không thay đổi nhiều trong Outlast 2, nhưng nó nổi lên như một cuộc hành trình tuyệt vời, tàn bạo qua những lo lắng tột độ về tinh thần," là kết luận của James Davenport trên trang PC Gamer với số điểm 85/100.
7,5/10 là số điểm của Philip Kollar trên trang Polygon với nhận xét rằng: "Outlast 2 là một trò chơi khiến tôi thỉnh thoảng cảm thấy mình giống như một tên rác rưởi. Nó gợi lại một số ký ức khó khăn trong cuộc đời tôi, những vấn đề mà tôi đã chôn giấu từ lâu. Nó làm tôi vô cùng khó chịu, nhưng hơn bất cứ điều gì, tôi tôn trọng Outlast 2 bởi game thật sự có trọng tâm để nạo vét những cảm xúc đó; chỉ điều đó thôi đã khiến Outlast 2 trở nên xứng đáng với thời gian tôi dành cho tựa game này."
Alice Bell chấm game 6/10 điểm trên trang với nhận xét "Outlast 2 có một số yếu tố tuyệt vời, và cơ chế camera tiện dụng để nhìn ban đêm vẫn vô cùng đáng sợ. Nhưng những phân cảnh jump-scared và máu me lại không có sự kết hợp đúng cách với các yếu tố kinh dị tâm lý."
Tựa game đã được đề cử giải "Use of Sound, Franchise" tại giải thưởng National Academy of Video Game Trade Reviewers Awards.

## Trong tương lai

### Phần tiếp theo
Outlast 3 đã được công bố vào tháng 12 năm 2017, mặc dù không có khoảng thời gian phát hành hay nền tảng nào được xác nhận. Trong thông báo này, Red Barrels nói rằng vì họ cảm thấy khó khăn khi phát hành thêm một phiên bản mở rộng cho Outlast 2, họ đã có một dự án riêng biệt và nhỏ hơn liên quan đến Outlast sẽ được phát hành trước Outlast 3, có tên gọi The Outlast Trials.

### Phần tiền truyện
The Outlast Trials là một tựa game kinh dị sắp được ra mắt được công bố vào tháng 10 năm 2019, và không phải là phiên bản tiếp theo Outlast 2. Đây là tựa game lấy bối cảnh các thuộc thí nghiệm trong Chiến tranh Lạnh, và có cùng chung vũ trụ với các phiên bản trước. Đồng sáng lập Red Barrels, David Chateauneuf, cho biết ý tưởng của game đã được hoàn tất và game hiện đang trong quá trình phát triển. Trò chơi sẽ được ra mắt dự kiến trong năm 2022.